# Староматакское сельское поселение
Староматакское се́льское поселе́ние — муниципальное образование в Алькеевском районе Татарстана Российской Федерации.
Административный центр — село Старые Матаки.

## География
Расположено в центральной части района. Граничит со Старосалмановским, Базарно-Матакским, Тяжбердинским, Старохурадинским, Верхнеколчуринским, Кошкинским сельскими поселениями.
Крупнейшие реки — Актай и его приток Салманка, Шапкинка (бассейн р. Мал. Черемшан).
По территории проходит автодорога Базарные Матаки – Чувашское Шапкино – Иж-Борискино, от которой отходит подъездная дорога к с. Старые Матаки.

## История
Статус и границы сельского поселения установлены Законом Республики Татарстан от 31 января 2005 года № 10-ЗРТ «Об установлении границ территорий и статусе муниципального образования "Алькеевский муниципальный район" и муниципальных образований в его составе».

## Население
| 2010 | 2011 | 2012 | 2013 | 2014 | 2015 | 2016 |
| ---- | ---- | ---- | ---- | ---- | ---- | ---- |
| 978  | ↘975 | ↗982 | ↘962 | ↘947 | ↘926 | ↘917 |
| 2017 | 2018 |      |      |      |      |      |
| ↘911 | ↗914 |      |      |      |      |      |

## Состав сельского поселения
| № | Населённый пункт  | Тип населённого пункта       | Население |
| - | ----------------- | ---------------------------- | --------- |
| 1 | Абдул-Салманы     | деревня                      | ↘48       |
| 2 | Верхние Матаки    | деревня                      | 240       |
| 3 | Новая Сихтерма    | посёлок                      | 68        |
| 4 | Старые Матаки     | село, административный центр | 388       |
| 5 | Татарское Шапкино | деревня                      | 112       |
| 6 | Чувашское Шапкино | село                         | 119       |